# Faecalibacterium
Genre
Faecalibacterium est un genre de bactéries, dont la seule espèce connue, Faecalibacterium prausnitzii, est gram-positive, anaérobie, et une des plus abondantes dans le microbiote humain. Elle est non mobile.
Elle produit des acides gras à courte chaîne qui ont des effets anti-inflammatoires lors de la fermentation des fibres pendant la digestion.
Son absence dans l'intestin jouerait un rôle dans certaines maladies, comme la maladie de Crohn ou le syndrome de l'intestin irritable.

## Publication originale
- (en) Sylvia H. Duncan, Georgina L Hold, Hermie J. M. Harmsen, Colin S. Stewart et Harry J. Flint, « Growth requirements and fermentation products of Fusobacterium prausnitzii, and a proposal to reclassify it as Faecalibacterium prausnitzii gen. nov., comb. nov. », International Journal of Systematic and Evolutionary Microbiology, Society for General Microbiology (d), vol. 52, no 6,‎ 1er novembre 2002, p. 2141–2146 (ISSN 1466-5026 et 1466-5034, OCLC 807119723, PMID 12508881, DOI 10.1099/00207713-52-6-2141, lire en ligne).